# Jiří Rusnok
Jiří Rusnok (Ostrava, 16 oktober 1960) is een politicus afkomstig uit Tsjechië. Tussen juli 2013 en januari 2014 was Rusnok premier van Tsjechië. In het begin van de eenentwintigste eeuw bekleedde Rusnok diverse ministersposten.

## Biografie
Rusnok werd geboren in Ostrava. In 1984 studeerde hij af aan de Universiteit voor Economie in Praag. Na zijn studie werkte Rusnok onder andere bij het Federale Ministerie voor Strategische Planning. Vlak voor het uitbreken van de Fluwelen Revolutie was hij een kandidaat voor het lidmaatschap van de Communistische Partij van Tsjechoslowakije. 
In de jaren negentig was Rusnik werkzaam bij de Českomoravská konfederace odborových svazů, een confederatie van arbeidersverenigingen uit de regio's Bohemen en Moravië. In 1998 maakte hij zijn debuut in de politiek als parlementslid voor de Tsjechische Sociaaldemocratische Partij. In juni 2001 werd Rusnik benoemd tot Minister van Financiën. Een jaar later werd hij minister van Industrie en Handel in het kabinet van premier Spidla. In maart 2003 trad Rusnik af als minister vanwege onenigheden met Spidla. Hij verliet tevens de politiek. 
In juni 2013 benoemde president Miloš Zeman Rusnik tot premier van een technocratisch kabinet. De aanstelling van Rusnik werd bekritiseerd door de politieke partijen in het parlement. Op 7 augustus 2013 weigerde het parlement goedkeuring te geven aan het nieuwe kabinet. De partijen die voor de aanstelling van Rusnik een kabinet hadden gevormd, kreeg ook geen meerderheid in het parlement. Er werden nieuwe verkiezingen uitgeschreven. Rusnik diende zijn ontslag in. 
- Gemeinsame Normdatei: 119102380X
- Nationale Bibliotheek van Tsjechië: jo2002140361
- Parlement.com: vjc0c5t76xpm
- Virtual International Authority File: 84143062
- WorldCat: E39PBJm4XVdPwHtgXFY6fvmmVC